# David Vidales
David Vidales Ajenjo (León, España; 1 de mayo de 2002) es un piloto de automovilismo español. Ha sido tres veces subcampeón del mundo de karting y compitió en el Campeonato de Fórmula 3 de la FIA con Campos Racing en 2022, logrando una victoria en la ronda de España. En 2023 resultó noveno en Super Fórmula Lights con la escudería B-Max Racing con un podio. Desde 2024 es piloto de AF Corse en el GT World Challenge Europe con un Ferrari 296 GT3.

## Carrera

### Karting
Vidales comenzó a competir en el karting en 2012, en el campeonato español alevín. En 2013 y 2014 ganó en la categoría cadetes. En 2015 fue tercero en la WSK Final Cup - KFJ y al año siguiente en la categoría OKJ. Ese año también fue subcampeón del mundial de la CIK-FIA - OK Junior y en 2017 obtuvo el mismo resultado en la categoría OK. En 2'19 fue segundo en la FIA Karting International Super Cup - KZ2. Fue piloto de Tony Kart y, en algunas carreras, del equipo de Fernando Alonso: FA Kart.
En 2016 realizó una prueba con la Ferrari Driver Academy.

### Monoplazas
Su debut en monoplazas se produjo en julio de 2020 en la segunda ronda de la Eurocopa de Fórmula Renault, con el equipo JD Motorsport. Vidales realizó un prometedor inicio ganando las dos disputadas en Imola, marcó ambas vueltas más rápidas y una pole. En las tres siguientes rondas, subió al podio en cuatro carreras, colocándose tercero en el campeonato. Tras eso no repitió podios y finalizó sexto en el clasificador final del campeonato, dos puestos por delante de su compañero de equipo William Alatalo. También participó en los tests de postemporada de la FIA F3 con Campos Racing.
En 2021 compitió en la F3 Asiática y en la Fórmula Regional Europea. En la primera sólo disputó las últimas dos rondas, logrando un podio en Dubái. En la regional volvió a empezar por lo alto ganando otra vez en la primera carrera disputada en el Autodromo Enzo e Dino Ferrari, pero tras un ecuador de temporada nefasto sólo pudo quedar décimo en la clasificación final.
Para la temporada 2022 fichó por Campos Racing para debutar en el Campeonato de Fórmula 3 de la FIA, donde una vez más a pesar de tener un inicio de temporada prometedor logrando una victoria en la quinta carrera de la temporada en el Circuit de Catalunya, no logró despuntar en ningún momento más de la temporada debido al flojo rendimiento del monoplaza, mostrándose habitualmente alrededor del décimo puesto y completando unas dos últimas rondas complicadas que le dejaron decimosexto del campeonato con 29 puntos.
A finales de 2022, Vidales participó en un test de la Super Fórmula con B-Max Racing. En marzo de 2023, el equipo anunció que Vidales cambiaría a la Super Fórmula Lights para la temporada 2023. A pesar de conseguir dos cuartos puestos en la primera ronda, sus resultados no fueron regularmente positivos y sólo consiguió un podio durante la temporada, llegando a no disputar la última ronda alegando problemas en el chasis de su monoplaza.

### Resistencia
Para la temporada 2024 decidió hacer un cambio a los campeonatos de resistencia, compitiendo con el equipo AF Corse en el campeonato 2024 GT World Challenge Europe, en esta temporada participó solo en la copa de resistencia, con sus compañeros de equipo Thomas Neubauer y Vincent Abril. Los resultados durante la temporada no son buenos, y tan solo logra un punto en la carrera de las 3 Horas de Nürburgring.

## Resumen de carrera
| Temporada | Categoría                               | Equipo                        | Carreras | Victorias | Poles | VR | Podios | Puntos | Pos. |
| --------- | --------------------------------------- | ----------------------------- | -------- | --------- | ----- | -- | ------ | ------ | ---- |
| 2020      | Eurocopa de Fórmula Renault             | JD Motorsport                 | 18       | 2         | 1     | 2  | 6      | 169    | 6.º  |
| 2021      | Campeonato Asiático de F3               | Abu Dhabi Racing by Prema     | 6        | 0         | 0     | 0  | 1      | 38     | 13.º |
| 2021      | Campeonato de Fórmula Regional Europea  | Prema Powerteam               | 20       | 1         | 1     | 1  | 3      | 102    | 10.º |
| 2022      | Campeonato de Fórmula 3 de la FIA       | Campos Racing                 | 17       | 1         | 0     | 0  | 1      | 29     | 16.º |
| 2023      | Super Fórmula Lights                    | B-Max Racing Team             | 15       | 0         | 0     | 0  | 0      | 19     | 9.º  |
| 2024      | GT World Challenge Europe Endurance Cup | AF Corse-Francorchamps Motors | 7        | 0         | 0     | 0  | 0      | 1      | 31.º |
| Fuente:   |                                         |                               |          |           |       |    |        |        |      |

## Resultados

### Campeonato de Fórmula 3 de la FIA
(Clave) (negrita indica pole position) (cursiva indica vuelta rápida puntuable)

| Año  | Escudería     | 1   | 1   | 2   | 2   | 3   | 3   | 4   | 4   | 5   | 5   | 6   | 6   | 7   | 7   | 8   | 8   | 9   | 9   | Pos. | Puntos | Ref.   |
| ---- | ------------- | --- | --- | --- | --- | --- | --- | --- | --- | --- | --- | --- | --- | --- | --- | --- | --- | --- | --- | ---- | ------ | ------ |
| 2022 | Campos Racing | SAK | SAK | IMO | IMO | BAR | BAR | SIL | SIL | SPI | SPI | BUD | BUD | SPA | SPA | ZAN | ZAN | MNZ | MNZ | 16.º | 29     | [ 18 ] |
| 2022 | Campos Racing | 10  | 8   | 11  | 8   | 1   | Ret | 12  | 9   | 18  | 12  | Ret | 13  | 7   | 8   | 21  | Ret | DNS | Ret | 16.º | 29     | [ 18 ] |

### 24 Horas de Spa-Francorchamps
| Año  | Equipo                        | Copilotos                     | Automóvil       | Clase | Vueltas | Pos. | Pos. Clase |
| ---- | ----------------------------- | ----------------------------- | --------------- | ----- | ------- | ---- | ---------- |
| 2024 | AF Corse-Francorchamps Motors | Vincent Abril Thomas Neubauer | Ferrari 296 GT3 | Pro   | 236     | DNF  | DNF        |